# 마캄바주

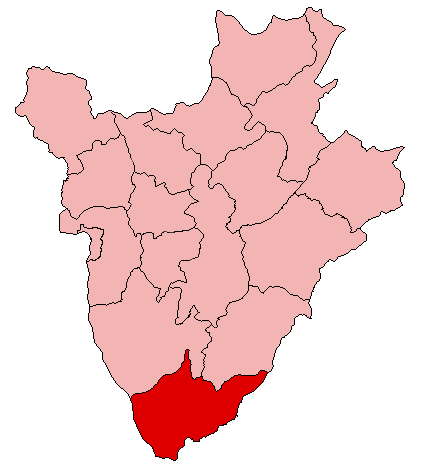
마캄바 주의 위치

마캄바주(Makamba)는 부룬디 남부에 위치한 주로, 주도는 마캄바이며 면적은 1,960km2, 인구는 357,492명(1999년 기준)이다. 서쪽으로는 콩고 민주 공화국 남키부 주, 남동쪽으로는 탄자니아 키고마 주, 북서쪽으로는 부루리 주, 북동쪽으로는 루타나 주와 접하며 6개 코뮌(카요고로, 키바고, 마반다, 마캄바, 냔자라크, 부기조)을 관할한다.